# Antonio Díaz (Delta Amacuro)
Pour les articles homonymes, voir Antonio Díaz.
Antonio Díaz est l'une des quatre municipalités de l'État de Delta Amacuro au Venezuela. Son chef-lieu est Curiapo. En 2011, la population s'élève à 26 655 habitants.

## Géographie

### Subdivisions
La municipalité est divisée en six paroisses civiles avec chacune à sa tête une capitale (entre parenthèses) :
- Curiapo (Curiapo) ;
- Almirante Luis Brión (Manoa) ;
- Francisco Aniceto Lugo (Boca de Cuyubini) ;
- Manuel Renaud (Araguabisi) ;
- Padre Barral (San Francisco de Guayo) ;
- Santos de Abelgas (Araguaimujo).

### Description
La municipalité recouvre le delta de l'Orénoque (río Orinoco en espagnol) formant une constellation d'île deltaïques, dont les plus importantes sont du nord au sud les îles côtières de Caneima, Burojoida, Iduburojo, El Barril au nord du cours principal du fleuve, et Guasina, Paloma, Remolino, grande île de Curiapo, Curiapo, Pagaya, Burojo, Cangrejo et Cangrejito entre celui-ci et son défluent le río Grande. À l'extrémité sud-est de la municipalité et à la frontière avec le Guyana se trouve l'île de Corocoro, dans le delta du río Barima, partagée entre les deux États.